# 손실 압축
손실 압축(損失 壓縮, lossy compression) 방식은 정보기술 분야에서 자료를 전달하고 표현할 때 원래 데이터를 일부 손실하여 압축하는 것을 의미한다. 손실 압축은 데이터를 저장, 가공, 전달할 때 데이터의 크기를 줄이기 위해 사용된다. 압축된 데이터로부터 원본 데이터를 완전히 복원할 수 없기 때문에 비가역 압축(非可逆 壓縮, irreversible compression)이라고도 부른다. 이는 압축 과정에서 원본 데이터가 손실되지 않는 무손실 압축과 대비된다.
손실 압축은 소리, 영상, 동영상 등의 멀티미디어 데이터를 압축하는 데에 가장 많이 사용되며, 특히 스트리밍 미디어와 인터넷 전화 등의 응용 프로그램에서 많이 쓰인다. 한편 무손실 압축은 텍스트로 된 파일, 그리고 은행 기록과 같은 데이터 파일에 선호되며, 복수의 사본을 생성하여 작업해야 하는 원본 파일을 다룰 때 유용하다.

## 손실 압축의 개념
일반적인 구현은, 수학적 모델링 또는 예측 알고리즘을 통하여 주요 데이터를 표현하고, 오차값을 변환(트랜스폼)하여 양자화 시킨 후 전송하는 방법을 주로 사용한다. 각 단계에서는 주관적으로 중요한 정보들을 최대한 보존하는 것을 목표로 하며, 이를 위해 사람들이 잘 느끼지 못하거나 둔감한 정보는 손실시킨다.
영상 압축의 경우에는 고주파 성분을 손실 시키거나, 색차 정보를 손실시키는 방식을 주로 사용하며, 현재는 물체의 형태를 보존하는 방식의 접근도 진행 중에 있다. 오디오의 경우에는 음향학등에서 연구된 결과를 바탕으로, 사람에게 잘 들리지 않는 소리를 손실시키는 방법을 사용한다.

## 손실 압축의 예

### 그래픽

#### 이미지
- Cartesian Perceptual Compression: CPC
- DjVu
- 프랙털 압축 (Fractal compression)
- HAM, 아미가 컴퓨터에 쓰인 색 정보의 하드웨어 압축
- ICER, 마스 로버스에 쓰임: 웨이브렛 사용에 JPEG 2000와 관련
- JPEG
- JPEG 2000, 웨이브렛을 사용하는 JPEG의 뒤를 잇는 형식으로 손실, 비손실 압축 지원
- JBIG2
- PGF, 프로그레시브 그래픽스 파일 (손실, 비손실 압축 지원)
- 웨이브렛 압축
- S3TC 텍스처 압축 (3D 컴퓨터 그래픽 하드웨어용)

#### 비디오
- H.261
- H.263
- H.264
- MNG (JPEG 스프라이트 지원)
- 모션 JPEG
- MPEG-1 파트 2
- MPEG-2 파트 2
- MPEG-4 파트 2 및 파트 10 (AVC)
- Ogg Theora
- Dirac
- 소렌슨 비디오 코덱
- VC-1
- AV1

### 오디오

#### 음악
- AAC
- ADPCM
- ATRAC
- Dolby AC-3
- MP2
- MP3
- Musepack
- Ogg Vorbis
- WMA

#### 사람의 말
- CELP
- G.711
- G.726
- HILN
- AMR
- Speex

## 같이 보기
- 데이터 압축
- 레나
- 무손실 데이터 압축

## 참조
1. ↑  경계선 검출을 이용하거나 경계선에 민감한 알고리즘들이 시도 되고 있다